# Goudageri, Ron
Goudageri là một làng thuộc tehsil Ron, huyện Gadag, bang Karnataka, Ấn Độ.